# Kammetjesstekelzwam
De kammetjesstekelzwam (Hericium coralloides) is een saprofytische paddenstoel die behoort tot de familie Hericiaceae. 

## Kenmerken
Uiterlijke kenmerken
Het vruchtlichaam is 100 tot 400 millimeter hoog, vlezig, broos en eerst wit van kleur, later bleek okerkleurig. Het vlees wordt taai naarmate het ouder wordt. De talrijke smalle, naar boven gerichte takken ontspringen aan een gemeenschappelijke steel. Aan hun onderzijde zijn in rijen gerangschikt, 10 tot 15 millimeter lang en naar beneden wijzende stekels. 
Microscopische kenmerken
De sporen zijn breed ellipsoïde tot subbolvormig, glad, hyaliene, amyloïde en meten 3,5–4,5 × 2,5–3,5 µm. De schimmel heeft een monomitisch hyfensysteem. De hyfen zijn amyloïde en met gespen. Gleocystidia zijn aanwezig.

## Ecologie
Hij leeft op saprotroof op grote, sterk verrotte stammen van loofbomen, vooral  beuken. De stammen kunnen staan of liggen. In Scandinavië en Finland is deze schimmel ook gevonden op berk en ratelpopulier.

## Verspreiding
De paddenstoel is zeldzaam in heel Europa en staat op de Nederlandse Rode lijst van bedreigde soorten.
In Vlaanderen en Brussel werd de paddenstoel nog maar een zestal keer gespot. De laatste keer dat de paddenstoel gevonden werd, was in Lier.
De zeldzaamheid van deze paddenstoel is mogelijk te wijten aan het moeilijk kiemen van de sporen. De paddenstoel staat op de lijst van Europese indicatorsoorten waarvan de aanwezigheid in beukenbossen duidt op een hoge habitatkwaliteit.

## Trivia
De paddenstoel staat ook afgebeeld op een postzegel uit 2010 van Wit-Rusland en een 2002 postzegel van Nieuw-Zeeland.

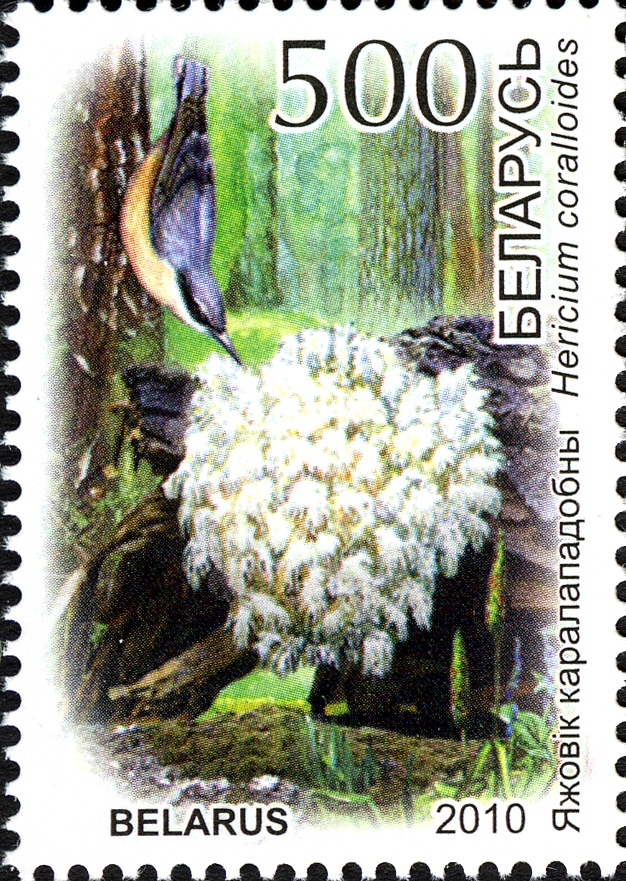
Kammetjesstekelzwam afgebeeld op postzegel uit Wit-Rusland